# Lee Hardcastle
Lee Hardcastle (Leeds, Reino Unido, 21 de enero de 1985) es un animador británico especializado en la técnica del stop-motion. Es reconocido por sus animaciones artesanales y de producción independiente. Estas pueden ser animaciones de guion original, versiones de títulos emblemáticos de acción y terror de la década de los ochenta, parodias de series de animación o videoclips, entre otros. Siempre presentando un alto contenido violento y con un destacado componente gore.

## Vida y obra
Lee Hardcastle nació a la localidad de Leeds, en el Reino Unido. Su interés hacia el cine surgió durante su etapa preadolescente. A los 18 años decidió estudiar cine en la Northern Film School de la Leeds Beckett University, graduándose en 2006, empezando desde entonces su tarea artística. Inicialmente usaba figuras de acción en vez de plastilina en sus obras. En ocasiones también combinaba la animación en volumen con imágenes reales, como en el video de 2014 Game Boy: The Movie.
Hardcastle fundó la compañía Missing Head Limited y posteriormente debutó en la red social Youtube el 13 de julio de 2006 con la animación Dead Corps. Su popularidad se disparó en 2012 cuando el cortometraje T is for toilet fue seleccionado para formar parte de la antología The ABCs of Death. Ha trabajado con empresas tan importantes como Momentum Pictures, 20th Century Fox y reputados artistas cómo Sufjan Stevens. El año 2014 publicó en el portal de micromecenazgo Kickstarter el proyecto Spook Train definido por él mismo como "la primera película clayspotation del mundo". La recolecta de dinero no fue demasiado bien y no pudo llegar a lograr el límite establecido de 40.000 libras, dejando el proyecto abandonado.
Entre los referentes que más han influido en sus creaciones se encuentran los cineastas Quentin Tarantino, Robert Rodriguez y Sam Raimi, así como series animadas para adultos como Los Simpson y Family Guy.[cita requerida] En cuanto a su preferencia por el stop-motion, Hardcastle afirma que decidió empezar a hacer animaciones por medio de esta técnica después de visualizar Comete Quest, Wallace y Gromit y, especialmente, Celebrity Death Match. Ha citado también The Thing de John Carpenter como su film de terror preferido e inspiracional para sus creaciones.
Hardcastle no solo se ha dedicado a la animación. También fue batería profesional de la banda de hardcore-punk Shit the bead de la cual él mismo hacía los videoclips.

## Filmografía

### Cortometrajes
| Año  | Título                                                | Notas                                                                        |
| ---- | ----------------------------------------------------- | ---------------------------------------------------------------------------- |
| 2006 | Stories from the Hotel Next tono the Haunted Hospital |                                                                              |
| 2010 | Chainsaw Maid 2                                       |                                                                              |
| 2010 | Une de Perdue, Dix de Retrouvees                      |                                                                              |
| 2011 | Nightmare                                             | Videoclip de Love Automatic                                                  |
| 2011 | Postman Pat's Pedo Sematary                           | Parodia de la serie británica Postman Pat                                    |
| 2011 | A Zombie Claymation                                   |                                                                              |
| 2012 | T is for Toilet                                       | Segmento del film The Abc's of Death                                         |
| 2012 | Worm Farm                                             |                                                                              |
| 2012 | Pingu's the Thing                                     | Crossover de la serie animada Pingu y de la película The Thing               |
| 2012 | Hamster Hell                                          |                                                                              |
| 2012 | Claycat's The Thing                                   | Versión del film de John Carpenter The Thing                                 |
| 2012 | Claycat's The Raid                                    | Versión del film The Raid                                                    |
| 2012 | Claycat's Evil Dead II                                | Versión del film Evil Dead 2                                                 |
| 2012 | Chainsaw Babe 3                                       |                                                                              |
| 2013 | Drug Busto Doody                                      |                                                                              |
| 2013 | An Alían Claymation                                   |                                                                              |
| 2013 | Ghost Burger                                          |                                                                              |
| 2013 | NinPlayDoh Entertainment System                       |                                                                              |
| 2013 | A Good Clay to Die Hard                               | Versión del film de A Good Day to Die Hard                                   |
| 2014 | There's Something in the Attic                        |                                                                              |
| 2015 | Frozen Blood Test                                     | Parodia con los personajes de la película de Disney Frozen                   |
| 2015 | Minion Ways tono Die                                  | Parodia con los personajes del film de Sony Animation, Minions               |
| 2015 | GUNSHIP:Tech Noir                                     |                                                                              |
| 2016 | The Simpsons couch gag [YOU'RE NEXT]                  | Parodia que combina la serie animada de The Simpsons con el film You're Next |
| 2018 | Gorillaz - Tranz                                      | Pequeñas porciones del video                                                 |

## Premios y nominaciones
- Premio al mejor corto dentro de la antología The Abc's of death.
- Nominación (junto con todos los otros directores de The Abc's of death) en el Gold Hugo del Festival internacional de Chicago el 2012
- Premio MTV Clubland Video of Year award por el videoclip de la canción Kill The Noise PT.2 (Blvck Mvgic) del compositor de música electrónica Kill The Noise.